# Joanna García
Joanna Lynne García (* 10. srpna 1979, Tampa, Florida, Spojené státy americké) (také známá jako Joanna García Swisher) je americká herečka, která se nejvíce proslavila rolí Cheyenne Hart- Montgomery v sitcomu Deník zasloužilé matky, rolí Mii Putney v ABC sitcomu S tebou je mi líp, roli Ariel v seriálu Bylo, nebylo a rolí Betty v seriálu The Astronaut Wives Club.

## Začátky
Narodila se v Tampě na Floridě, je dcerou Loraine, bývalé učitelky na základní škole a Jaye, gynekologa. Její otec má kubánské předky. Má bratra Michaela. Poprvé se snažila získat roli v místní divadelní produkci, když jí bylo 10 let. Byla objevena Disney Channel, ale její rodiče chtěli, aby se nejdříve věnovala škole. Stala se královnou plesu na Tampa Catholic High School.
Na střední škole jí objevila stanice Nickelodeon a po tři série hrála Samanthu v seriálu Bojíte se tmy?. Krátce navštěvovala Florida State University, kde byla členkou Delta Delta Delta, ale školy nechala a začala se věnovat herectví.

## Kariéra
Na Floridě si zahrála v seriálech jako Strážce moře, Second Noah a Superboy. Po přerušení studiích na univerzitě se přestěhovala do Los Angeles, kde byla obsazena do seriálu Správná pětka. Vedlejší roli získala v seriálu Machři a šprti (1999–2000), kde hrála Vicky Appleby, populární roztleskávačku z prvního ročníku.
Průlom v kariéře nastal s rolí Cheynne Hart-Mongomery v seriálu stanice The CW Deník zasloužilé matky. V roce 2001 si zahrála ve filmu Bulšit. Dále se objevila v televizních filmech jako Love's Deadly Triange: The Texas Cadet Murder (1997) a Ze země na měsíc (1998). V říjnu 2006 měl premiéru televizní film stanice ABC Family Přijímací ceremoniál.
Objevila se v ne-dlouho-žijícím seriálu stanice CBS Welcome to the Captain. V listopadu 2008 získala roli Megan Smith v seriálu stanice CW Smetánka. V roce 2008 si také zahrála v televizním filmu Dcera nevěsty. O rok později získala vedlejší roli v seriálu Super drbna, kde hrála Bree Buckley. Objevila se ve čtyřech dílech třetí řady. V prosinci toho roku se jako Maggie objevila v seriálu Jak jsem poznal vaši matku.
V roce 2010 získala hlavní roli v televizním filmu Revenge of the Bridesmaids. Získala hlavní roli v seriálu stanice ABC S tebou je mi líp, seriál byl však 13. května 2011 zrušen. V roce 2013 získala roli mořské panny Ariel v seriálu Bylo, nebylo.

## Osobní život

Joanna García a její manžel v listopadu roku 2011

V roce 2008 se zasnoubila s Trace Ayalou, spoluzakladatelem společnosti William Rast. Po dvou letech zásnuby zrušily.
V srpnu 2009 magazín Glamour potvrdil vztah s baseballovým hráčem Nickem Swisherem. Pár se zasnoubil v květnu roku 2010 a vzali se 11. prosince 2010. Mají spolu dvě dcery - 21. května 2013 se jim narodila dcera Emerson Jay a 28.6.2016 se jim narodila dcera Sailor Stevie. Obě dcery mají druhé jméno po otcích obou rodičů.

## Filmografie
| Rok  | Název                                          | Role        | Poznámky |
| ---- | ---------------------------------------------- | ----------- | -------- |
| 1997 | Love's Deadly Triangle: The Texas Cadet Murder | Susie       | TV film  |
| 1999 | Holy Joe                                       | Joyce Cass  | TV film  |
| 2001 | Prci, prci, prcičky 2                          | Christy     |          |
| 2001 | Bulšit                                         | Sandy Sue   |          |
| 2006 | Přijímací ceremoniál                           | Corinne     | TV film  |
| 2006 | A-list                                         | Naomi       |          |
| 2008 | Nejtajnější přání                              | Sweetie Pie |          |
| 2008 | Dcera nevěsty                                  | Roxanne     | TV film  |
| 2010 | Revenge of the Bridesmaids                     | Parker Wald | TV film  |
| 2013 | Stážisti                                       | Megan       |          |
| 2016 | Na férovku, pane učiteli                       | Maggie      |          |

| Rok        | Název                            | Role                    | Poznámky                                |
| ---------- | -------------------------------- | ----------------------- | --------------------------------------- |
| 1992       | Superboy                         | Dívka                   | díl: „Obituary for a Superhero“         |
| 1992       | Clarissa vám to vysvětlí         | Fiona                   | díl: „Take My Advice...Please“          |
| 1994-96    | Bojíte se tmy?                   | Sam                     | Hlavní role, 37 dílů                    |
| 1994       | Strážce moře                     | Iris                    | díl: „Playtime“                         |
| 1996-97    | Second Noah                      | Katherine Ortega        | 3 díly                                  |
| 1996       | Krok za krokem                   | Chelsea                 | díl: „Výlet do Disneyworldu I.“         |
| 1998       | Ze Země na Měsíc                 | Julie Shepard           | Mini-seriál, díl: „For Miles and Miles“ |
| 1998       | Správná pětka                    | Hallie                  | 5 dílů                                  |
| 1998       | Možná už zítra                   | Martha Montgomery       | díl: „It's Who You Sleep With“          |
| 1999       | Dawsonův svět                    | Tracy                   | díl: „Pozor na svá přání“               |
| 1999       | Pacific Blue                     | Leah Chandler           | díl: „Lucky 13“                         |
| 1999       | Providence                       | Gillian                 | díl: „Haven Can Wait“                   |
| 1999       | Profesionálové z Cl5             | Kadetka Susan           | díl: „Glory Days“                       |
| 2000       | Machři a šprti                   | Vicki Appleby           | 5 dílů                                  |
| 2000       | Opposite Sex                     | Cassie Schreiber        | díl: „The Homosexual Episode“           |
| 2000       | Svoboda nade vše                 | Sally Mueller           | díl: „Assassins“                        |
| 2000       | Bostonská střední                | Susan Potter            | díl: „Chapter Four“                     |
| 2001       | Go Fish                          | Amanda                  | díl: „Go P.D.A.“                        |
| 2001-07    | Deník zasloužilé matky           | Cheynne Hart-Montgomery | Hlavní role                             |
| 2001       | Off Centre                       | Ramona                  | díl: „Let's Meet Mike and Euan“         |
| 2004       | Co mám na tobě ráda              | Fiona                   | díl: „Three Little Words“               |
| 2005       | Griffinovi                       | Liddane (hlas)          | díl: „8 pravidel k zakoupení mé dcery“  |
| 2008       | Welcome to The Captain           | Hope                    | Hlavní role                             |
| 2008-09    | Smetánka                         | Megan Smith             | Hlavní role, 18 dílů                    |
| 2009       | Super drbna                      | Bree Buckley            | 4 díly                                  |
| 2009       | Jak jsem poznal vaši matku       | Maggie                  | díl: „Okno“                             |
| 2010-11    | S tebou je mi líp                | Mia Putney              | Hlavní role, 22 dílů                    |
| 2011       | Tučňáci z Madagaskaru            | Shauna (hlas)           | díl: „Strasti - lásky slasti“           |
| 2012       | Animal Practice                  | Dorothy Crane           | hlavní role, 3 díly                     |
| 2012       | Milionový lékař                  | Dr. Nina Greene         | 4 díly                                  |
| 2013–2018  | Bylo, nebylo                     | Ariel                   | vedlejší role, 7 dílů                   |
| 2014       | The Mindy Project                | Sally Prentice          | 3 díly                                  |
| 2015       | The Astronaut Wives Club         | Betty Grissom           | Hlavní role, 10 dílů                    |
| 2015       | Grandfather                      | Sloan                   | díl: „Edie's Two Dads“                  |
| 2016       | Vysněná meta                     | Rachel Patrick          | 3 díly                                  |
| 2016       | The Kicker                       | Bambi                   | TV film                                 |
| 2017–2018  | Kevin (Probably) Saves the World | Amy                     | hlavní role, 16 dílů                    |
| 2018       | Dan the Weatherman               | Deborah                 | TV film                                 |
| 2020–dosud | Sladké magnólie                  | Maddie Townsend         | hlavní role                             |
| 2021       | As Luck Would Have It            | Lindsey Johnson         | TV film                                 |

## Ocenění a nominace
| Rok  | Ocenění           | Kategorie                              | Titul                  | Výsledek |
| ---- | ----------------- | -------------------------------------- | ---------------------- | -------- |
| 2005 | Teen Choice Award | Nejlepší herečka v komediálním seriálu | Deník zasloužilé matky | nominace |
| 2009 | ALMA Award        | Nejlepší herečka v komediálním seriálu | Smetánka               | nominace |